# 풀무

풀무

풀무는 바람을 일으키는 기구이다. 한때 쇳물을 녹일 때나 부엌에서 불을 지필 때 사용했던 풀무와 풍금이나 파이프오르간을 연주할 때 발로 밟아서 작동시키는 풀무가 있다.
풀무는 강력한 공기 폭발을 제공하도록 구성된 장치이다. 가장 간단한 유형은 손잡이를 조작하여 확장 및 축소할 수 있는 거의 밀폐된 공간을 둘러싸고 유연한 가죽 측면으로 결합된 손잡이가 있는 한 쌍의 견고한 보드로 구성된 유연한 가방으로 구성되며 확장 시 공기가 공간을 채울 수 있는 밸브가 장착되어 있다. 그리고 캐비티가 압축될 때 공기가 스트림으로 강제로 빠져나가는 튜브가 있다. 특히 불을 불어서 공기를 공급하는 등 다양한 용도로 사용된다.
풀무의 영단어 bellows라는 용어는 압축 또는 팽창에 의해 부피가 변경될 수 있지만 공기를 전달하는 데는 사용되지 않는 유연한 백에 대해 확장하여 사용된다. 예를 들어, 접이식 사진 카메라의 렌즈와 필름 사이의 거리를 다양하게 할 수 있는 차광(밀폐는 아님) 가방을 bellows라고 한다.